# Svartstrupig mango
Svartstrupig mango (Anthracothorax nigricollis) är en fågel i familjen kolibrier.

## Utbredning och systematik
Fågeln delas in i två underarter med följande utbredning:
- Anthracothorax nigricollis nigricollis – förekommer i Panama och Colombia öster om Anderna till nordöstra Argentina och Brasilien
- Anthracothorax nigricollis iridescens – förekommer i västra Ecuador och nordvästligaste Peru (Tumbes)

## Status
IUCN kategoriserar arten som livskraftig.

## Bilder

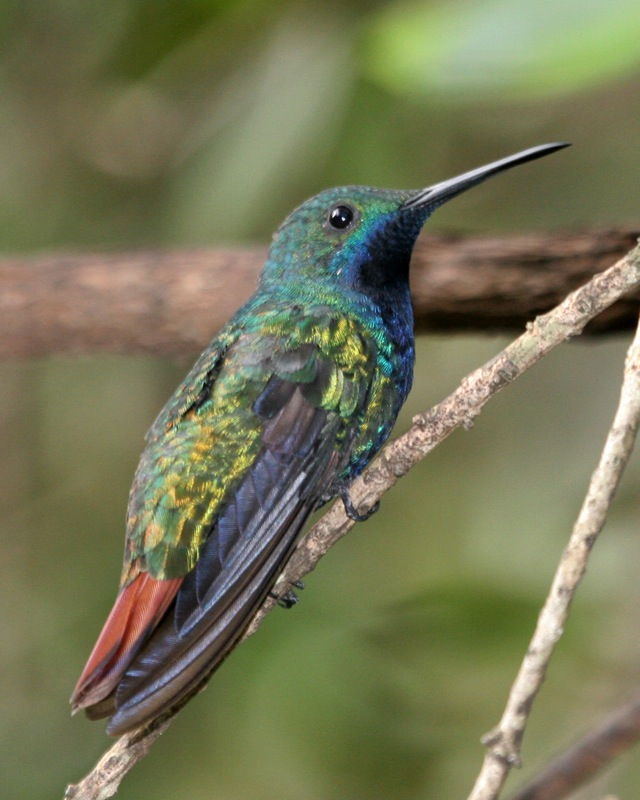
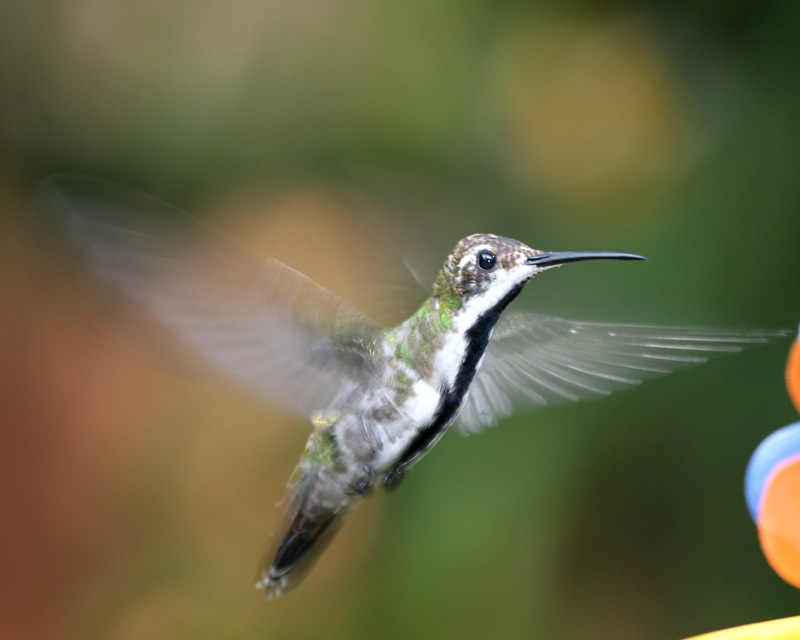
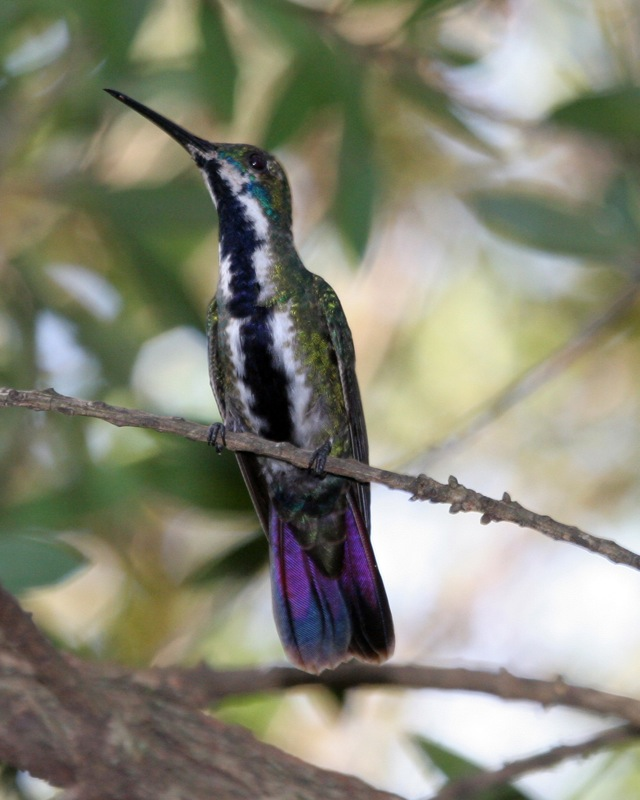
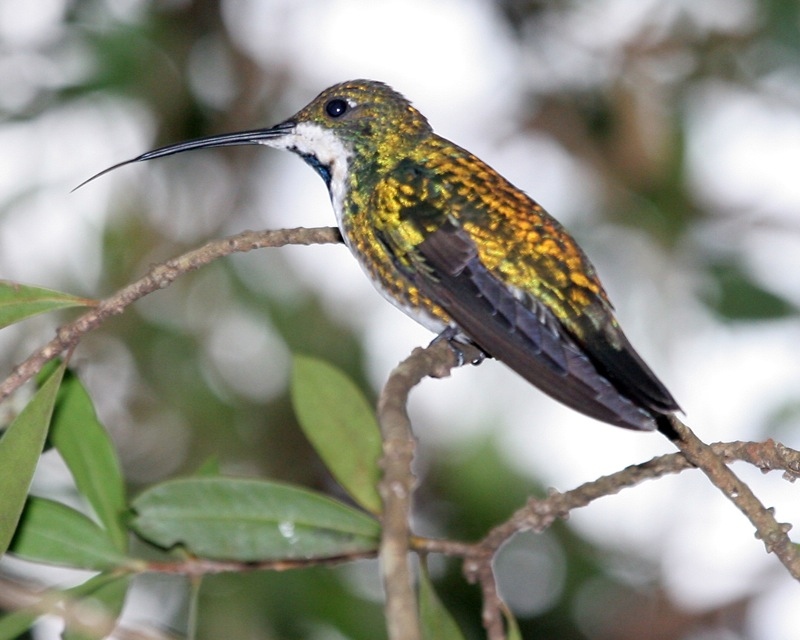
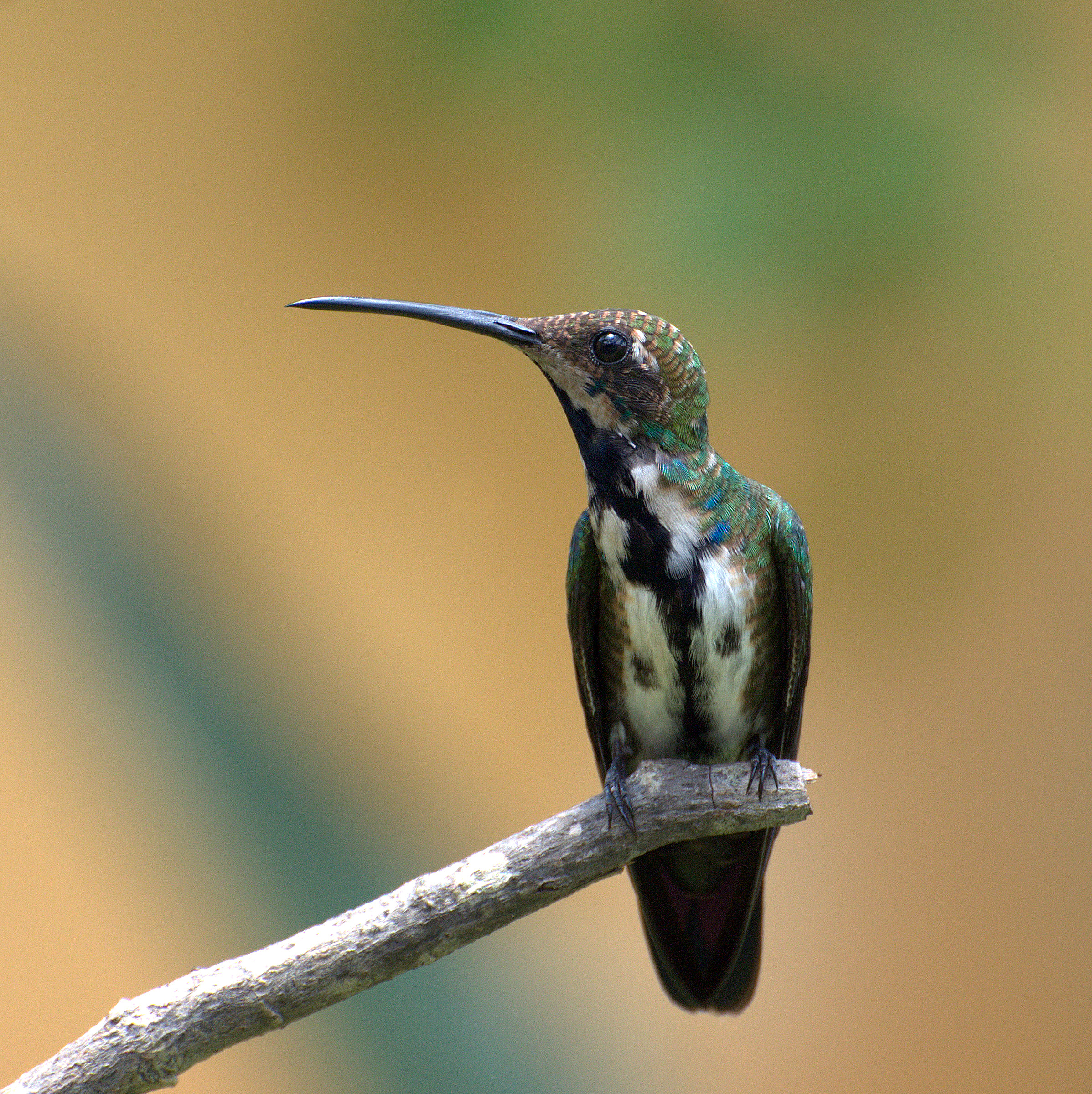
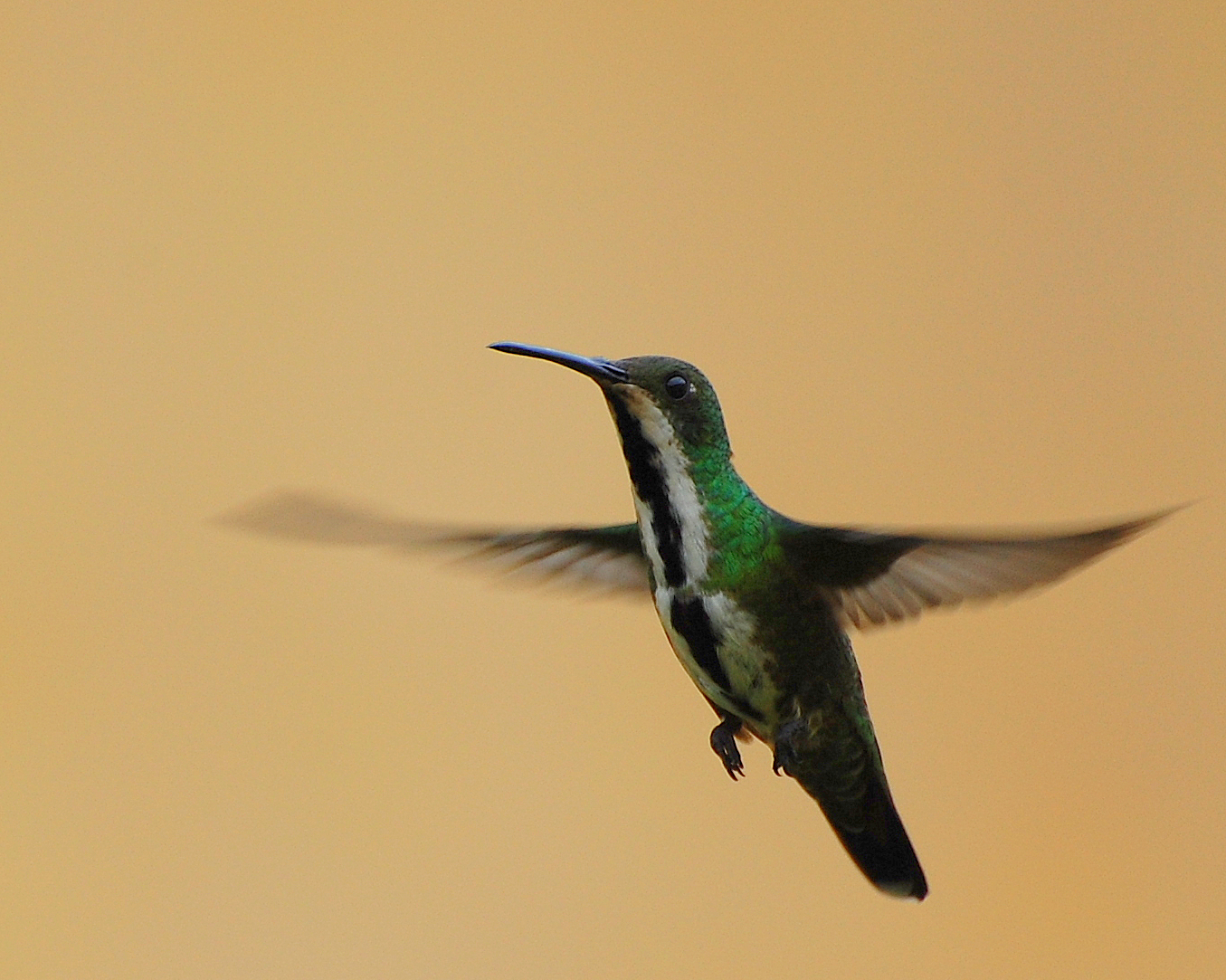